# Sulfirédoxine
La sulfirédoxine est une oxydoréductase qui catalyse des réactions du type :
peroxyrédoxine-(S-hydroxy-S-oxocystéine) + ATP + 2 R-SH  {\displaystyle \rightleftharpoons }  peroxyrédoxine-(S-hydroxycystéine) + ADP + Pi + R-S-S-R.
Cette enzyme permet de réduire le thiol –SH résidu de cystéine du site actif d'une peroxyrédoxine lorsqu'il est oxydé de façon excessive en acide sulfinique –SO(OH) pour redonner un acide sulfénique –SOH en établissant simultanément un pont disulfure –S–S– entre deux thiols –SH.